# 14일의 토요일
《14일의 토요일》(Saturday The 14th)는 미국에서 제작된 하워드 R. 코헨 감독의 1981년 공포, 코미디 영화이다. 리차드 벤자민 등이 주연으로 출연하였고 줄리 코먼 등이 제작에 참여하였다.

## 출연

### 주연
- 리차드 벤자민
- 폴라 프렌티스
- 제프리 탬버
- 세번 달든

### 조연
- 캐리 마이클슨
- 케빈 브랜도
- 로즈메리 드캠프
- 스테이시 키치 시니어
- 낸시 리 앤드류스
- 캐롤 앤드로스키
- 로버타 콜린스
- 폴 모지 가너
- 애니 오도넬
- 토머스 뉴먼
- 알렌 조셉
- 어윈 루소
- 마이클 밀러
- 패트릭 캠벨